# Павлов Едуард Едуардович
Едуард Едуардович Павлов (нар. 9 серпня 1965) — радянський та український футболіст і тренер.

## Кар'єра
Вихованець київського футболу. Перший тренер — Семенов В'ячеслав Михайлович. Ігрове амплуа — захисник.
Грав за команди: ДЮСШ «Динамо», «Металург» (Дніпродзержинськ), СКА (Одеса), «Шахтар» (Павлоград), «Зоря» Луганськ, «Хазар» (Ленкорань, Азербайджан), «Касансаєць» (Касансай, Узбекистан), «Груєць» (Груєць, Польща).
Тренував команди: дитячі — ДЮСШ «Динамо», РВУФК U-16,  «Євробіс», «Арсенал» (усі — Київ), юнацька збірна України «U-15»; дорослі — «Нафком» Бровари, «Княжа», «Княжа-2» (обидві зі Щасливого), «Нива» Тернопіль, «Сталь» Дніпродзержинськ, «Інгулець» Петрове, «Єреван» Єреван, «Арсенал U-19» Київ, «Львів» Львів. Має ліцензію «PRO» UEFA. Тренерський стаж - 22 роки.   